# ЕМА (фестивал)
ЕМА (Евровизијска Мелодија) је национално такмичење у Словенији које од 1996. има за циљ да изабере песму која ће представљати земљу на Песми Евровизије. Такмичење се одржава сваке године од када је Словенија дебитовала на Евровизији, осим у два наврата, 1994. и 2000, када се Словенија није такмичила, као и 2023.
Конкурс организује и преноси Радио-телевизија Словенија. Раније је такмичење било познато као Словенски избор за песем Евровизије (буквално Словеначки избор за Песму Евровизије) у издањима одржаним 1993. и 1995. године.

## Историја
Од свог оснивања, ЕМА је била изборни програм за представника Словеније на Песми Евровизије. Првобитно је носио назив „Словенски избор за песму Евровизије“, иако је преименован у ЕМА 1996.
Након распада бивше Југославије и формирања независне Словеније, РТВ СЛО је 1992. године ушла у Европску радиодифузну унију, због чега је већ могла да учествује на Песми Евровизије 1993. РТВ СЛО је организовала прву "ЕМА" 25. фебруара 1993. године у својим студијима у Љубљани. На такмичењу је учествовало 12 учесника. Иронично, 1X Band није био на оригиналној листи учесника. Међутим, након дисквалификације једног од првобитних учесника, та група је изабрана за учешће у последњем тренутку. Победника је бирало 12 жирија регионалних радио станица широм Словеније. Сваки радијски жири је гласао уобичајеним методом Евровизије (1–8, 10 и 12 поена).
Пошто је први наступ Словеније на Евровизији завршио на 22. месту, Словенији није било дозвољено да учествује 1994. Дакле, такмичење није одржано те године.
1997. године ЕМА је доживела велике промене у свом формату. РТВ СЛО је позвала по 7 композитора да сваки напише по 2 песме за финале, уместо позива за учешће који је био расписан у претходним издањима. Поред тога, регионални жири су замењени гласањем путем телефона. Обе карактеристике су остале у продукцији и 1998. године.
Године 1999. ЕМА је елиминисала формат позива и поново отворила позив за песме. РТВ СЛО је на крају одабрала 20 песама, али су 3 од њих дисквалификоване, па је на коначну листу учесника било 17. Тежина гласања путем телефона смањена је на 1/3 коначног гласања, укључујући и глас жирија словеначких стручњака и жирија међународних стручњака. Сваки фактор гласања (гласање путем телефона, словеначки и међународни жири) гласао је у уобичајеном формату Евровизије (1–8, 10 и 12 поена). Ово издање изазвало је велику полемику пошто победница гласова путем телефона Тинкара Ковач није победила у избору.
2000. Словенија није учествовала на Песми Евровизије због лоших резултата између 1995. и 1999. године.
2001. године ЕМА се вратила, продужавајући своје трајање, по први пут у 2 вечери. У полуфиналу су учествовала 22 учесника. Коначно гласање у финалу је опет зависило од гласања путем телефона, стручног жирија и жирија РТВ СЛО. Исти формат је настављен и 2002. године; Међутим, у овом издању било је само 18 полуфиналиста и 10 финалиста. У обе вечери, Кармен Ставец је била прва у гласовима путем телефона и друга у генералним резултатима. То је изазвало велике контроверзе, посебно јер су њихове песме добиле много боље критике и већи комерцијални успех од било ког другог учесника у ова два издања.
Године 2003. формат се вратио на финално вече. Конкурс је из Студија РТВ СЛО премештен у Изложбени и конгресни центар (Господарско разставишче) у Љубљани. Ново место је било 5 пута веће и имало је места за публику од 1500 људи. ЕМА је имала шеснаест учесника. У првом кругу, гласање путем телефона и гласање међународног жирија одлучили су да прођу прва 3 финалиста у наредну фазу. У другом кругу, гласање путем телефона је одредило победника. Исти формат са мањим изменама враћен је 2004. године. Контроверзно правило да гласови жирија надмашују гласање путем телефона у првом кругу резултирало је елиминацијом фаворита гледалаца, Бепопа 2003. и Наталије Верботен 2004, у том првом кругу.
Формат из 2004. пратио је формат из 2003. са увођењем четири недељна полуфинала, након чега је финале одржано две недеље након последњег полуфинала. У сваком полуфиналу учествовало је по 8 песама, од којих су гледаоци изабрали 3 песме, а жири 1 једну песму.
Контроверза која је ових последњих година пратила ЕМА, изазвана чињеницом да миљеник гледалаца није победио у избору за седам година (од 1998. године), натерала је продуценте да одустану од жирија и одаберу победника искључиво гласањем путем телефона. 2005. године програм је поново сниман у студијима РТВ СЛО и победник је изабран у два круга гласања путем телефона. Од пристиглих песама на јавни позив одабрано је 13 учесника, а четрнаести учесник је победник Битка Талентов (такмичење музичких талената РТВ СЛО).
РТВ СЛО је 2006. године одлучила да поново модификује формат, поново укључивши жири. Гласање је било подељено на позиве са фиксних телефона, поруке са мобилних телефона и гласање жирија, при чему је свако додељивао бодове у стилу Евровизије (1–8, 10 и 12 поена). Овај формат гласања је резултирао елиминацијом још једног фаворита гледалаца.
Због контроверзе 2006. РТВ СЛО је одлучила да одустане од гласања жирија и поново 100% избора повери гласању путем телефона. Издање из 2007. се састојало од 3 емисије које су одржане током три вечери. Комплетан догађај је одржан у Изложбеном и конгресном центру. Први пут у 3 године, победник није био кандидат изабран из Битке Талентов, пошто је Ева Черне (победница Битке Талентов) завршила на другом месту. У овом издању учествовало је 24 полуфиналиста, од којих 14 финалиста. Формат је поновљен 2008. године, са 20 полуфиналиста и 10 финалиста.
Издање из 2009. променило је формат у две емисије. Имао је 14 полуфиналиста, изабраних између песама представљених на јавном позиву и 6 аутоматских финалиста, на позив РТВ СЛО. У финале се пласирало осам песама. У обе вечери коришћен је мешовити систем гласања, односно 50% путем телефона и 50% жирија.
2010. године РТВ СЛО је позвала 7 композитора и само 7 се пласирало у полуфинале. 100% гласање путем телефона је коришћено у обе вечери због контроверзи 2009. године.
РТВ СЛО је 2011. године одлучила да прихвати само песме 10 композитора које је позвао. У финалу је стручни жири елиминисао 8 песама у првом кругу и гласањем путем телефона је изабран победник.
РТВ СЛО је 2012. године одлучила да уведе талент шоу под називом "Мисија Евровизија". У овом програму су учествовала 2 такмичара који су дошли из другог програма, „Мисија ЕМА“.
2013. ЕМА није одржана и представник је изабран интерно. Првобитна намера РТВ СЛО да се те године повуче са Евровизије и одлука у посљедњем тренутку да учествује на Фестивалу значила је да РТВ СЛО није имала времена да га продуцира.

## Победници
| Година | Песма               | Извођач                           | Евровизија                          | Евровизија       | Евровизија       | Евровизија              | Евровизија              |
| Година | Песма               | Извођач                           | Песма                               | Место            | Број поена       | Полуфинале              | Број поена              |
| ------ | ------------------- | --------------------------------- | ----------------------------------- | ---------------- | ---------------- | ----------------------- | ----------------------- |
| 1993   | Tih deževen dan     | 1X Band                           |                                     | 22               | 9                | 1                       | 54                      |
| 1994   | Није учествовала    | Није учествовала                  | Није учествовала                    | Није учествовала | Није учествовала | Није учествовала        | Није учествовала        |
| 1995   | Prisluhni mi        | Дарја Швајгерr                    |                                     | 7                | 84               | Полуфинале није уведено | Полуфинале није уведено |
| 1996   | Dan najlepših sanj  | Regina                            |                                     | 21               | 16               | Полуфинале није уведено | Полуфинале није уведено |
| 1997   | Zbudi se            | Тања Рибич                        |                                     | 10               | 60               | Полуфинале није уведено | Полуфинале није уведено |
| 1998   | Naj bogovi slišijo  | Вили Ресник                       |                                     | 18               | 17               | Полуфинале није уведено | Полуфинале није уведено |
| 1999   | Še tisoč let        | Дарја Швајгер                     | For a Thousand Years                | 11               | 50               | Полуфинале није уведено | Полуфинале није уведено |
| 2000   | Није учсетвовала    | Није учсетвовала                  | Није учсетвовала                    | Није учсетвовала | Није учсетвовала | Није учсетвовала        | Није учсетвовала        |
| 2001   | Ne, ni res          | Нуша Деренда                      | Energy                              | 7                | 70               | Полуфинале није уведено | Полуфинале није уведено |
| 2002   | Samo ljubezen       | Sestre                            |                                     | 13               | 33               | Полуфинале није уведено | Полуфинале није уведено |
| 2003   | Lep poletni dan     | Karmen Stavec                     | Nanana                              | 23               | 7                | Полуфинале није уведено | Полуфинале није уведено |
| 2004   | Stay Forever        | Platin                            |                                     | Без пласмана     | Без пласмана     | 21                      | 5                       |
| 2005   | Stop                | Омар Набер                        |                                     | Без пласмана     | Без пласмана     | 12                      | 69                      |
| 2006   | Plan B              | Анжеј Дежан                       | Mr Nobody                           | Без пласмана     | Без пласмана     | 16                      | 49                      |
| 2007   | Cvet z juga         | Аленка Готар                      |                                     | 15               | 66               | 7                       | 140                     |
| 2008   | Vrag naj vzame      | Ребека Дремељ                     |                                     | Без пласмана     | Без пласмана     | 11                      | 36                      |
| 2009   | Love Symphony       | Quartissimo feat. Martina Majerle |                                     | Без пласмана     | Без пласмана     | 16                      | 14                      |
| 2010   | Narodnozabavni rock | Ansambel Roka Žlindre & Kalamari  |                                     | Без пласмана     | Без пласмана     | 16                      | 6                       |
| 2011   | Vanilija            | Маја Кеуц                         | No One                              | 13               | 96               | 3                       | 112                     |
| 2012   | Verjamem            | Ева Бото                          |                                     | Бес пласмана     | Бес пласмана     | 17                      | 31                      |
| 2013   | Није одржано        | Није одржано                      | «Straight into love» Hannah Mancini | Бес пласмана     | Бес пласмана     | 16                      | 8                       |
| 2014   | Spet                | Тинкара Ковач                     | Round and Round                     | 25               | 9                | 10                      | 52                      |
| 2015   | Here for You        | Maraaya                           |                                     | 14               | 39               | 5                       | 92                      |
| 2016   | Blue and Red        | ManuElla                          |                                     | Без пласмана     | Без пласмана     | 14                      | 57                      |
| 2017   | On My Way           | Омар Набер                        |                                     | Без пласмана     | Без пласмана     | 17                      | 36                      |
| 2018   | Hvala, ne!          | Lea Sirk                          |                                     | 22               | 64               | 8                       | 132                     |
| 2019   | Sebi                | Zala Kralj и Gašper Šantl         |                                     | 15               | 105              | 6                       | 167                     |